# ۱۱۳ (عدد)
۱۱۳(صد و سیزده) یک عدد طبیعی فرد و اول است که بعد از ۱۱۲ و قبل از ۱۱۴ قرار دارد.